# Calvaire de Lopérec
Le calvaire est un édifice situé à Lopérec en France.

## Localisation
Le calvaire est situé sur le territoire de la commune de Lopérec, place du Bourg, dans le département du Finistère en région Bretagne.

## Description
La croix en kersantite et à double croisillon, présente de nombreuses statues : sur le premier croisillon, outre Jésus-Christ sur sa croix entre deux cavaliers, les deux Larrons et Notre-Dame-de-Pitié ; sur le deuxième croisillon, un Ecce Homo, une Résurrection, saint Pierre et saint Jean, sainte Madeleine à genoux, saint François d'Assise à genoux montrant ses stigmates. Sur le socle, en bas-relief, le Christ portant sa croix, sainte Véronique, saint Longin, les quatre Évangélistes et l'apparition de Jésus-Christ à Madeleine sous la figure d'un jardinier portant sa bêche. Ce calvaire présente beaucoup de ressemblances avec celui de Locmélar. Abattu lors de la tempête de 1987, il a été relevé.

## Historique
Le calvaire est classé au titre des monuments historiques par arrêté du 15 mai 1930.

## Galerie

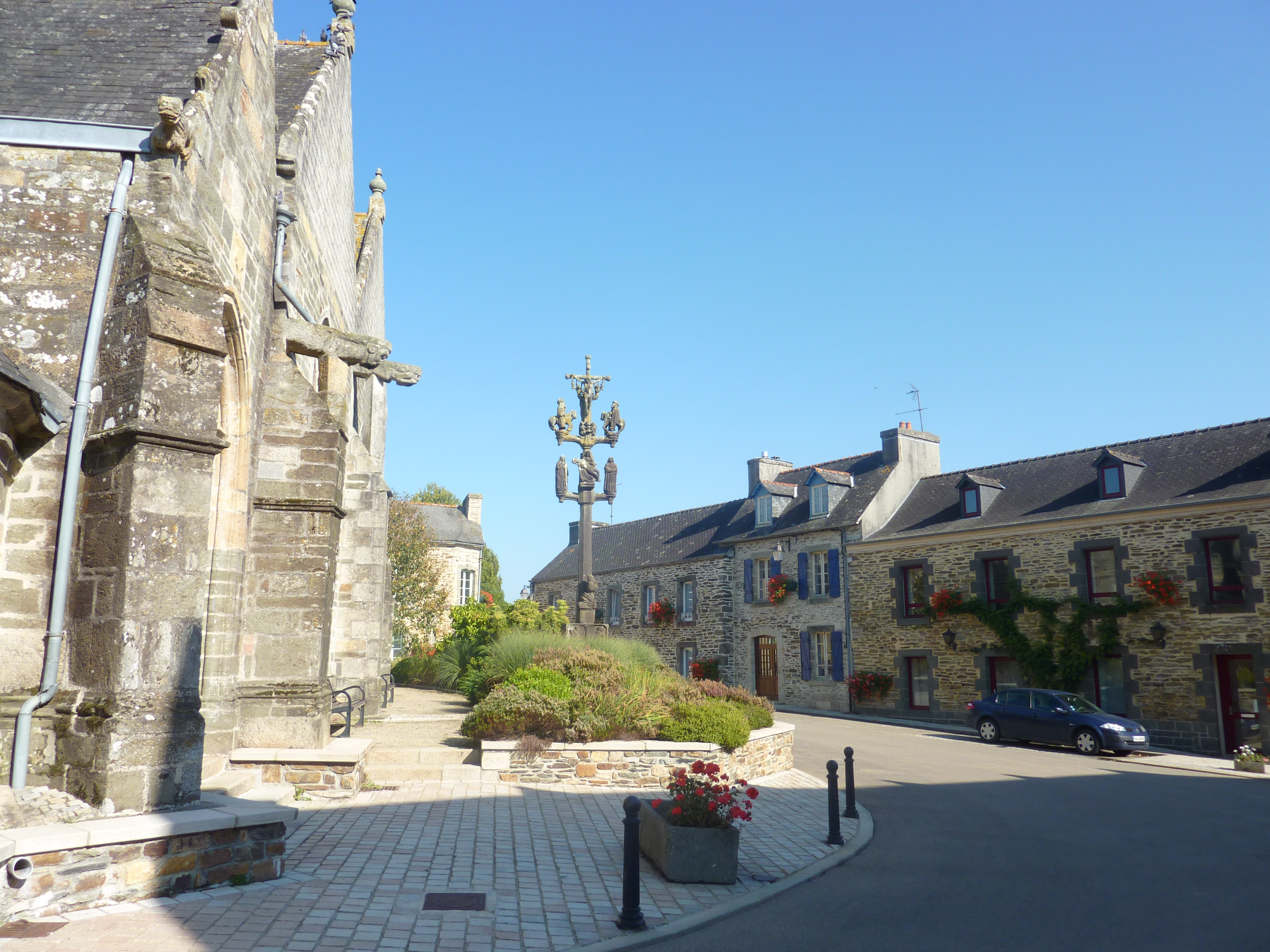
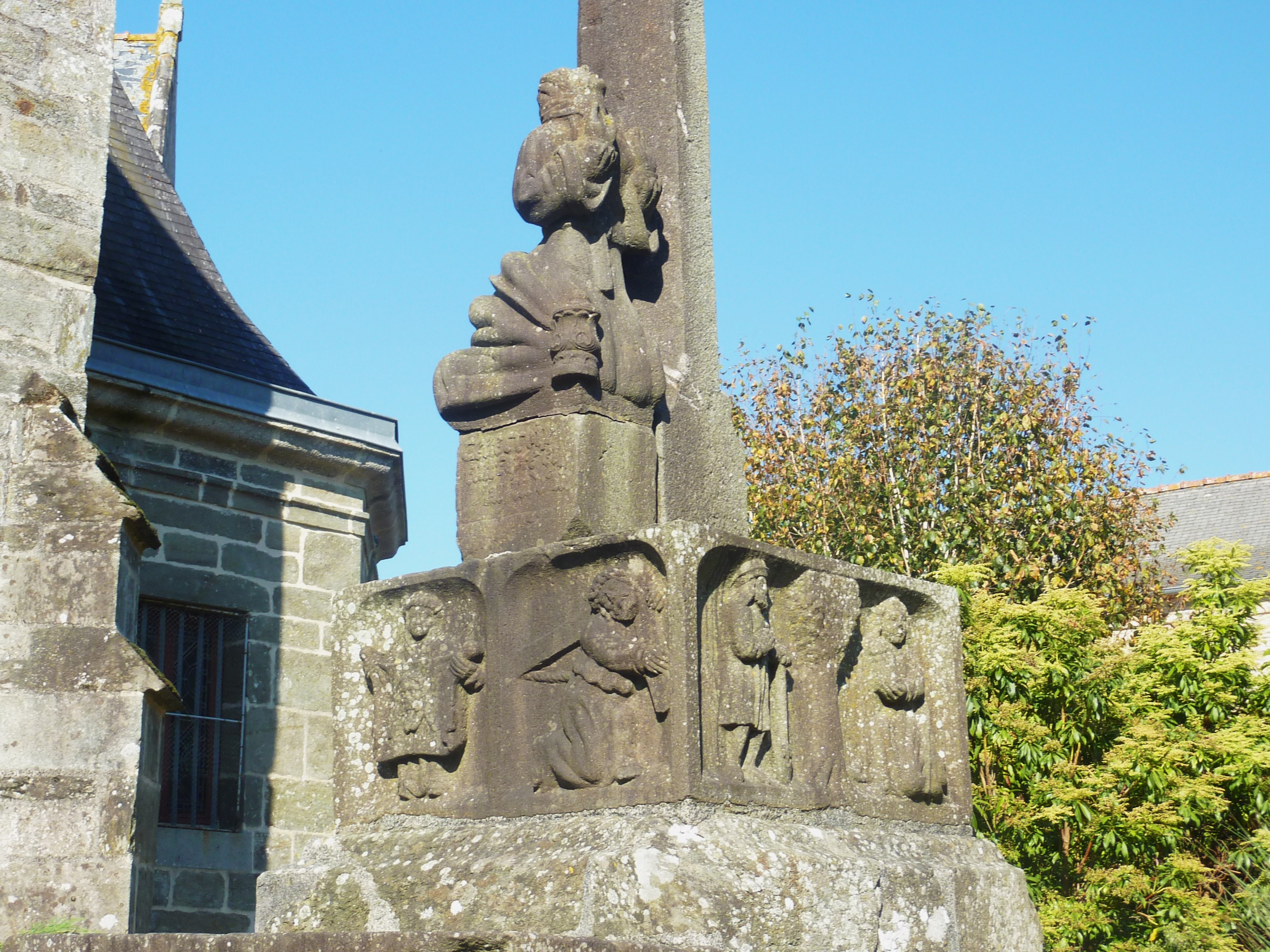